# Kota Padang (Manna)
Kota Padang is een bestuurslaag in het regentschap Bengkulu Selatan van de provincie Bengkulu, Indonesië. Kota Padang telt 569 inwoners (volkstelling 2010).